# 木锥花
木锥花（学名：Gomphostemma arbusculum）为唇形科锥花属下的一个种。

## 扩展阅读
- 維基物種上的相關：木锥花